# Panorpa insularis
Panorpa insularis är en näbbsländeart som beskrevs av Hua och Chou 1998. Panorpa insularis ingår i släktet Panorpa och familjen skorpionsländor. Inga underarter finns listade i Catalogue of Life.